# Saint sépulcre monumental
Le saint sépulcre monumental est un type de monument religieux apparu dans le deuxième quart du XIVe siècle et se rencontrant essentiellement dans la région du Rhin supérieur ainsi qu’en Souabe. Il représente le Christ mort étendu sur son tombeau, entouré des saintes femmes et éventuellement d’autres personnages comme les gardes du tombeau, et est souvent utilisé au Moyen Âge dans des cérémonies paraliturgique liées à l’Anastasis. Outre le saint sépulcre monumental à figures fixes, il existe également pour ces cérémonies des saint sépulcres mobiles à vocation plus éphémère que son pendant, qui est présent à demeure dans l’église.

## Historique
Le type du saint sépulcre monumental apparaît dans le deuxième quart du XIVe siècle et disparaît progressivement dans la première moitié du XVe siècle, remplacé par celui de la Mise au tombeau. Des saint sépulcres monumentaux ont toutefois continué à être produits, notamment en Alsace, jusqu’au XVIe siècle.

## Aire de diffusion
Les saint sépulcres monumentaux se concentrent de part et d’autre du cours supérieur du Rhin, avec des œuvres majeures à Bâle, Fribourg-en-Brisgau, Niederhaslach, Strasbourg et Neuenburg am Rhein. Le type a également connu une certaine diffusion plus à l’est, en Souabe, notamment à Schwäbisch Gmünd et Dillingen an der Donau}.
Il existe quelques monuments isolés hors de cette aire principale, notamment à Spire, Halberstadt ou Saalfeld, ainsi qu’une variante du type en Angleterre.

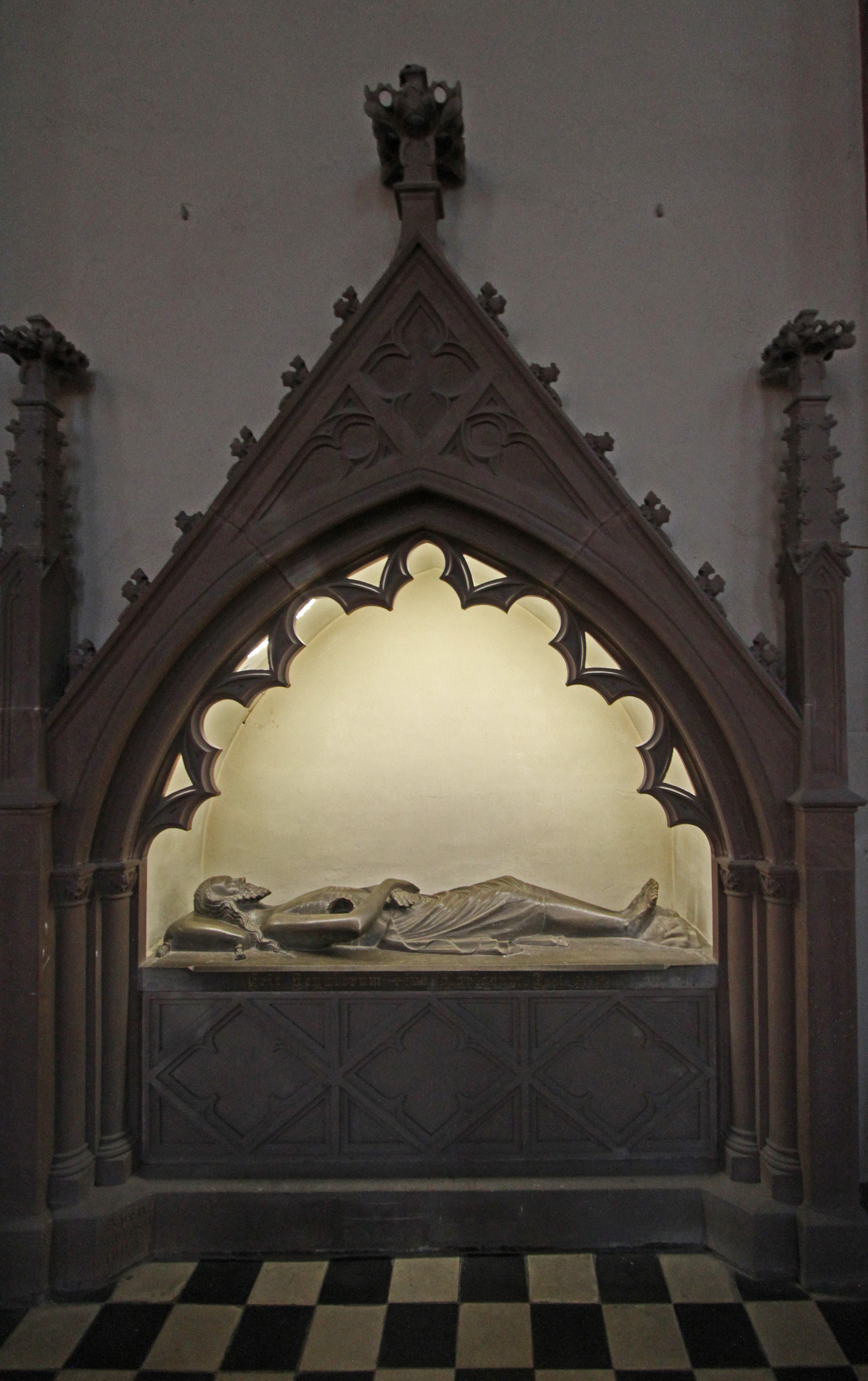
Saint sépulcre de Saverne.
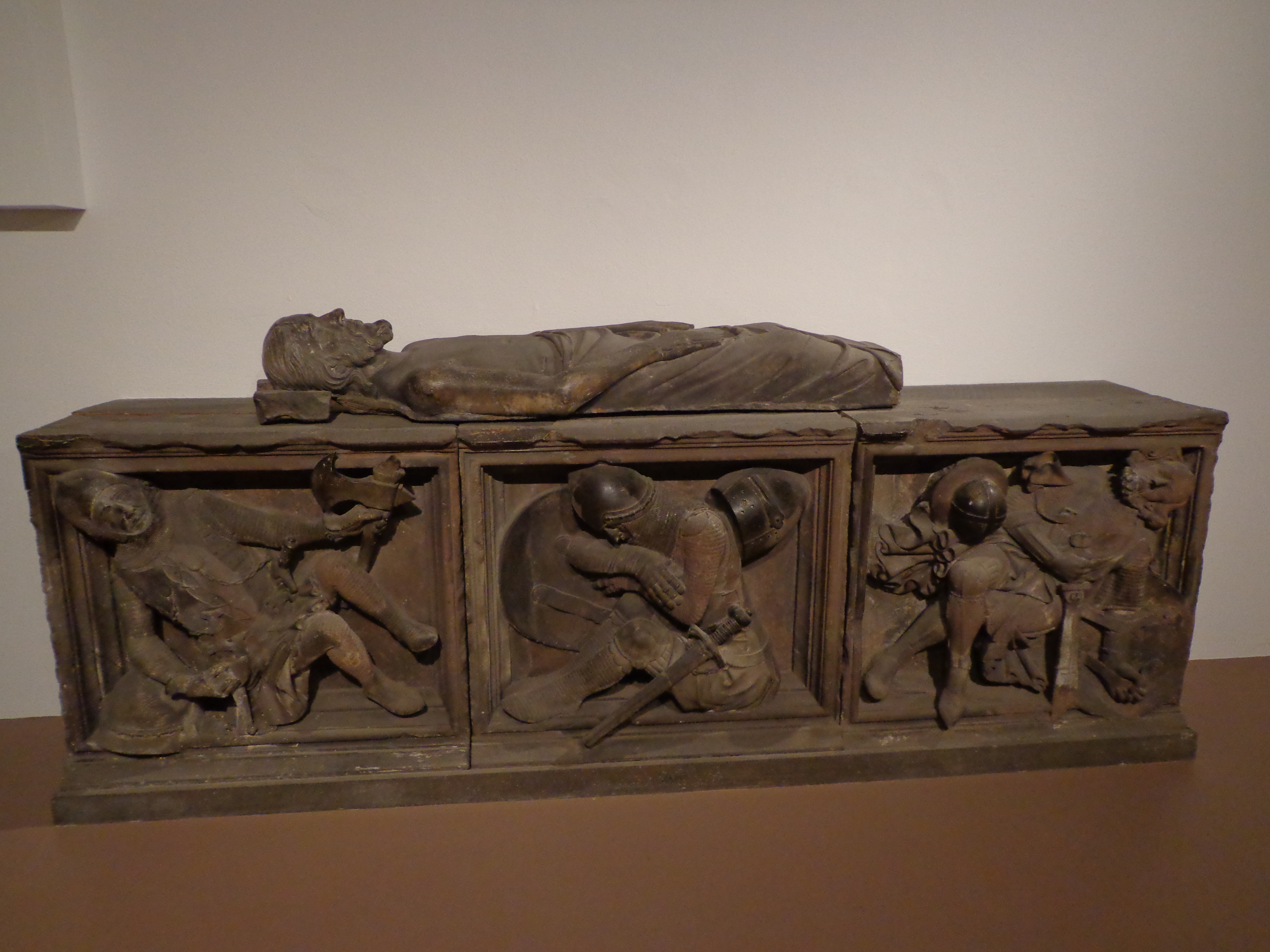
Saint sépulcre anciennement situé dans la chapelle Sainte-Catherine de la cathédrale de Strasbourg.
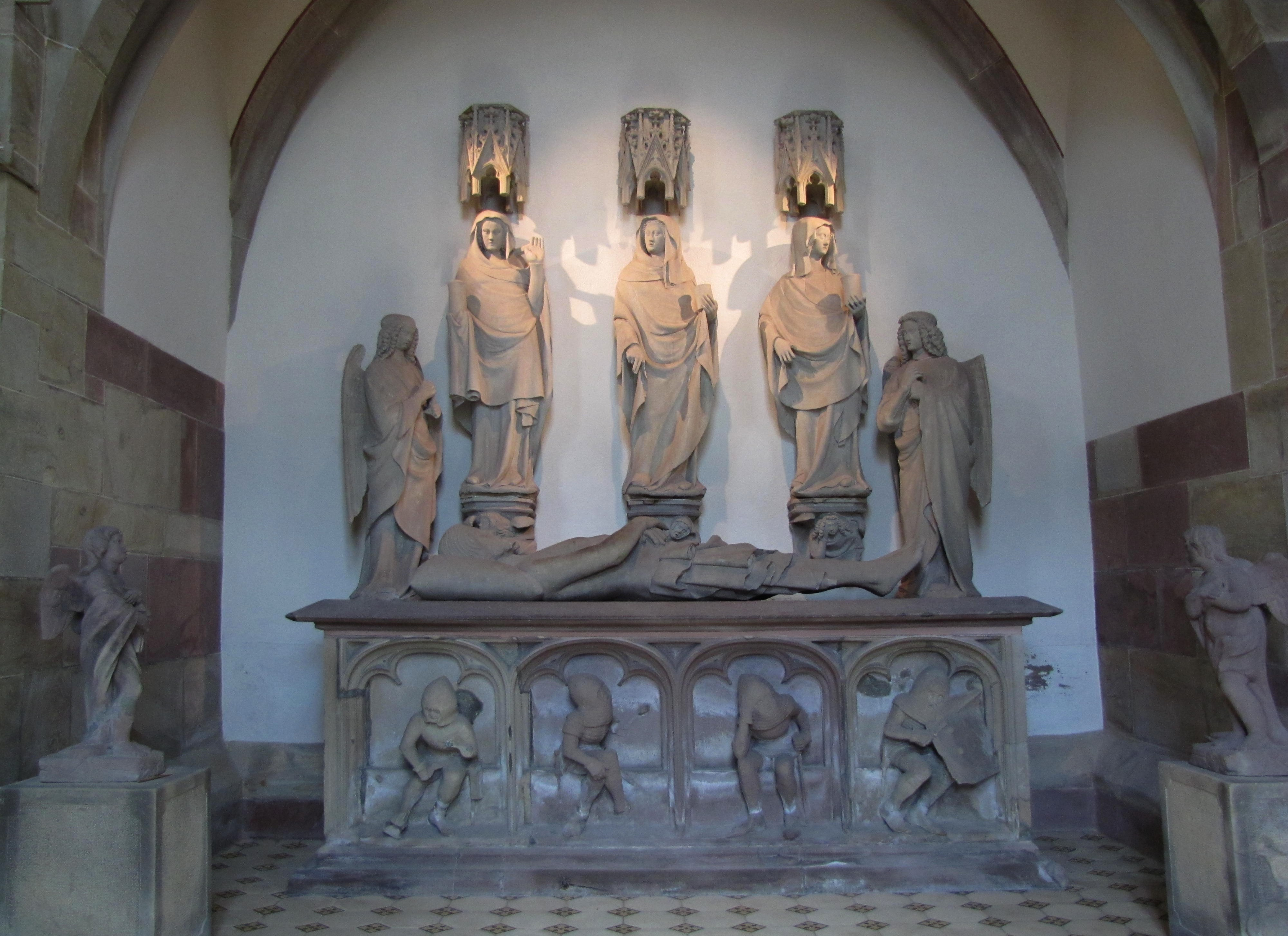
Saint sépulcre de Niederhaslach.